# L'Illusionniste (film, 2010)
Pour les articles homonymes, voir L'Illusionniste.
Pour plus de détails, voir Fiche technique et Distribution.
L'Illusionniste (The Illusionist, titre original) est un film d'animation franco-britannique écrit et réalisé par Sylvain Chomet d'après le scénario inédit de Jacques Tati basé sur une lettre intime à sa fille Helga Marie-Jeanne Schiel, avec les voix de Jean-Claude Donda et Edith Rankin. Après avoir été présenté au festival de Berlin le 16 février 2010, ce film est sorti le 16 juin 2010 en France et au Royaume-Uni.

## Synopsis
À la fin des années 1950, le monde du music-hall penche vers sa fin depuis la naissance du rock 'n' roll. Un vieil illusionniste se considère comme un artiste en voie de disparition et quitte les salles de spectacle parisiennes pour tenter sa nouvelle chance à Londres, mais la situation est malheureusement la même au Royaume-Uni. Il continue à faire ses tours dans de petits théâtres et dans des bars. Un jour, il rencontre une jeune fille nommée Alice dans un pub d'un village écossais qui le prend pour un vrai magicien.

## Fiche technique[2],[3]
- Titre : L'Illusionniste
- Titre original : The Illusionist
- Réalisation : Sylvain Chomet
- Scénario : Sylvain Chomet d'après l'œuvre originale de Jacques Tati
- 1er assistant réalisateur : Paul Dutton
- Directeur artistique : Bjarne Hansen
- Orchestration, distribution et production : Thierry Davis
- Chansons interprétées : The Britoons, Didier Gustin, Jil Aigrot et Frédéric Lebon
- Décors : Isobel Stenhouse et Bjørn-Erik Aschim
  - Couleurs : Anne Hoffmann et Marcin Lichowski
- Création sonore : Jean Goudier
- Montage et musique : Sylvain Chomet
- Superviseur compositing : Jean-Pierre Bouchet
- Superviseur technique : Campbell McAllister
- Superviseur de la mise en couleur des personnages : Emma McCann
- Création graphique des personnages : Sylvain Chomet et Pierre-Henry Laporterie
- Chefs animateurs : Laurent Kircher, Thierry Torres Rubio, Nic Debray, Victor Ens, Antonio Mengual Llobet, Charlotte Walton, Sandra Gaudi et Antoine Antin
- Effets spéciaux 2D : Olivier Malric
- Studios d'animation : Néomis animation, Ink Digital, Guy Movie, Sunwoo, La Station et Django Films
- Direction de production : Fiona Hall
  - Production : Bob Last et Sally Chomet
  - Producteurs associés : Philippe Carcassonne et Jake Eberts
  - Coproducteur associé : Jinko Gotoh
- Société de production : Django Films, Ciné B, France 3 Cinéma avec la participation de Canal+, CinéCinéma, France 3
- Distribution : Pathé Distribution
- Budget : 11 millions d'euros[4]
- Pays :  Royaume-Uni et  France
- Langue : français, anglais
- Format : couleur - 1.85 : 1 - 35 mm
- Genre : animation
- Durée : 77 minutes
- Dates de sortie :
  -  : 16 février 2010 au festival de Berlin
  - ,  : 16 juin 2010

## Distribution[3]
- Jean-Claude Donda : Tatischeff, le vieil illusionniste sous l'apparence frappante de Jacques Tati lui-même.
- Edith Rankin : Alice

## Production
Après son premier long-métrage Les Triplettes de Belleville (2003) qui a reçu une nomination aux Oscars, tombé amoureux de l'Écosse en 2004, le réalisateur Sylvain Chomet s'est installé à Édimbourg en 2006, où il a aménagé ses propres studios d'animation, Django Films pour produire un gros projet qu'est L'Illusionniste, prévu au départ en images de synthèse pour une sortie en 2008.

### Du script au scénario
Jacques Tati avait écrit un script nommé Film Tati no 4, très simple et sans dialogue, entre 1955 et 1959 comme une lettre personnelle à sa fille aînée Helga Marie-Jeanne Schiel, qu'il avait longtemps abandonnée et qu'il n'avait jamais osé partager avec les autres, en collaboration avec son partenaire de toujours Henri Marquet, décorateur et coscénariste de Mon oncle (1958) et de Playtime (1967). Ce script a longtemps été gardé par Jérôme Deschamps et Macha Makeïeff : « Ce sont des gens que je respecte énormément, dit le réalisateur Sylvain Chomet, qui s'occupent admirablement de la gestion de l'œuvre de Tati, et qui font des choses superbes au théâtre. Et ils m'ont accordé une telle confiance que cela m'a permis de tenir jusqu'au bout » ; ils avaient immédiatement pensé au réalisateur Sylvain Chomet qui pourrait en faire un film.
Pourquoi Jacques Tati n'a-t-il pas pu tourner son propre scénario ? Il y a à cela plusieurs raisons, comme l'explique Sylvain Chomet : « J'en apprends de nouvelles à chaque rencontre. Pierdel, ce magicien que Tati a embarqué comme accessoiriste sur ses films dès Jour de fête, m'a dit que Tati n'était pas du tout habile de ses mains. Ça se voit dans les films, d'ailleurs. Monsieur Hulot est un personnage qui hésite toujours à saisir les choses, parce que dès qu'il les touche, il les détruit, comme dans la cuisine de Mon oncle. Il semble toujours agité par un conflit intérieur : son cerveau lui dicte quelque chose, mais son corps hésite. Laurent Kircher, qui a animé le personnage, a restitué à la perfection ces hésitations. J'ai l'impression que Tati devait être comme ça dans la vie, très maladroit avec tout ce qui demandait de la minutie. En plus, il s'était brûlé une main. Il s'est donc rendu compte qu'il allait devoir confier le rôle à un comédien et en a parlé notamment à Pierdel. Or, le personnage de l'illusionniste est très proche de lui, bien plus que Monsieur Hulot. On a dit aussi que Tati trouvait le sujet trop sérieux à ce moment-là de sa vie. Bref, il a abandonné le projet pour faire Playtime ».
Avant tout, Sylvain Chomet, réécrivant le scénario sous le titre provisoire L'homme au Lapin blanc,, respecte la plus grande partie de l'histoire de Jacques Tati dans laquelle l'action se déroule à Prague : il l'a transportée à Édimbourg, où d'ailleurs se trouve le studio Django Films, tout en gardant « la période, le ton et le style cinématographique de Tati ». « Par ailleurs, les deux villes se ressemblent et puis la lumière est plus belle à Edimbourg, explique le réalisateur, les contrastes y sont plus dramatiques, le ciel y est d'un bleu très pur alors que Prague se trouve dans les terres, loin de la mer, avec un ciel très bas ». Le scénario original parlait des poules du magicien, mais Sylvain les a remplacées par un lapin blanc parce que les poules « relèvent de l'enfer pour un animateur », ce qu'avait vécu Nick Park, le réalisateur anglais, durant la mise en scène de Chicken Run.

### Animation

#### Techniques
Contrairement aux Triplettes de Belleville, qui comprend environ mille deux cents plans, L'Illusionniste n'en compte que quatre cents.

#### Décors
C'est le directeur artistique danois Bjarne Hansen qui, avec d'autres animateurs, s'est occupé des décors au trait faits sur papier, comme les dessins d'animation des personnages, ensuite scannés et coloriés à la palette graphique. Son pays a une petite similitude avec l'Écosse où se déroule l'action.
L'essentiel des recherches et développement des décors basés à Edimbourg ont été réalisés sous forme d'esquisses poussées par Pierre-Henry Laporterie sous la supervision de Sylvain Chomet.

#### Choix des interprètes
Le comédien Jean-Claude Donda retrouve Sylvain Chomet avec qui il a déjà travaillé pour les rôles d'un commentateur sportif, d'un mendiant et du Général de Gaulle dans Les Triplettes de Belleville (2003) ; il prête ici sa voix au personnage Tatischeff, le vieil illusionniste.

## Réception

### Critique par certains membres de la famille de Tati
Une polémique est survenue fin janvier 2010 : la famille McDonald, notamment les fils de Helga Marie-Jeanne Schiel et petits-fils de Jacques Tati, a exprimé sa colère à travers une lettre de l'un d'eux, Richard McDonald, destinée à la maison britannique de The Observer et à Roger Ebert au Chicago Sun-Times. « the sabotaging of Tati's original L'Illusionniste script, without recognising his troubled intentions, so that it resembles little more than a grotesque, eclectic, nostalgic homage to its author is the most disrespectful act » (« le sabotage du script original de L'Illusionniste, ne reconnaissant pas les intentions troubles de Tati et les masquant derrière un hommage grotesque et nostalgique, est profondément irrespectueux »),,.

### Festivals
La sortie en salles de L'Illusionniste était d'abord prévue en 2007, puis 2008. Comme l'avait dévoilé le quotidien écossais Herald Scotland en janvier 2010, il a été présenté dans la section spéciale pour la première fois au public au festival de Berlin du 11 au 21 février 2010, très précisément le 16 février 2010. Ce fut un succès qui a même permis aux studios Sony Pictures Classics de recevoir les droits de distribution en Amérique du Nord. Il est également présenté en avant-première le 7 juin 2010, jour de l'ouverture du Festival international du film d'animation d'Annecy.
Pathé Distribution avait annoncé sur son site que sa sortie officielle serait le 5 mai 2010, avant d'être à nouveau repoussé au 16 juin 2010.

### Box-office
Selon le webzine cinématographique Excessif, L'Illusionniste a séduit 75 495 spectateurs dans quatre-vingt quatre salles au cours de son premier week-end d'exploitation en France, ce qui donne le meilleur remplissage des 19 et 20 juin 2010. Trois jours plus tard, le film intègre finalement le Top 10 de la semaine en France, classé huitième, avec 87 969 entrées, affichant une moyenne par copie supérieure à 1 000 entrées.
Fin 2014, il totalise un peu plus de 295 000 entrées en France et 5 631 400 de dollars de recettes à l'international.

## Distinctions

### Récompenses
European Film Awards 2010
- Meilleur film d'animation

National Board of Review 2010
- Spotlight Award

New York Film Critics Circle Awards 2010
- Meilleur film d'animation

César 2011
- Meilleur film d'animation[25]

### Nominations
British Independent Film Awards 2010
- Meilleure contribution technique

Chicago Film Critics Association 2010
- Meilleur film d'animation

Las Vegas Film Critics Society Awards 2010
- Meilleur film d'animation

Festival international du film de Mar del Plata 2010
- Meilleur film

San Diego Film Critics Society Awards 2010
- Meilleur film d'animation

Satellite Awards 2010
- Meilleur film d'animation

Golden Globes 2011
- Meilleur film d'animation

Academy Award 2011
- Meilleur film d'animation

Broadcast Film Critics Association Awards 2011
- Meilleur film d'animation

Annie Awards 2011
- Meilleur film d'animation

Online Film Critics Society Awards 2011
- Meilleur film d'animation

## Analyse